# Castel san Valentino
Castel San Valentino (in tedesco Ansitz Sankt Valentin) è una residenza rinascimentale che si trova nella frazione di San Michele del comune di Appiano in Alto Adige.
Viene citata per la prima volta nel 1382 quando era una casatorre di proprietà dei signori di San Valentino (Herren von St. Valentin). Già nel 1265 è invece attestata nei documenti una «domina Diemudis de sancto Valentino». In seguito il maniero passa ai Fuchs von Fuchsberg, che nel XVI-XVII secolo la ristrutturano con le forme attuali.
La residenza è costituita da un edificio rettangolare con erker a torretta e una loggia rinascimentale con scudi dipinti. Di fronte si trova la cappella di San Valentino (Valentinskapelle) risalente al 1500.
Oggi è usata come casa vacanze e quindi non è visitabile.